# 莫克維主教座堂

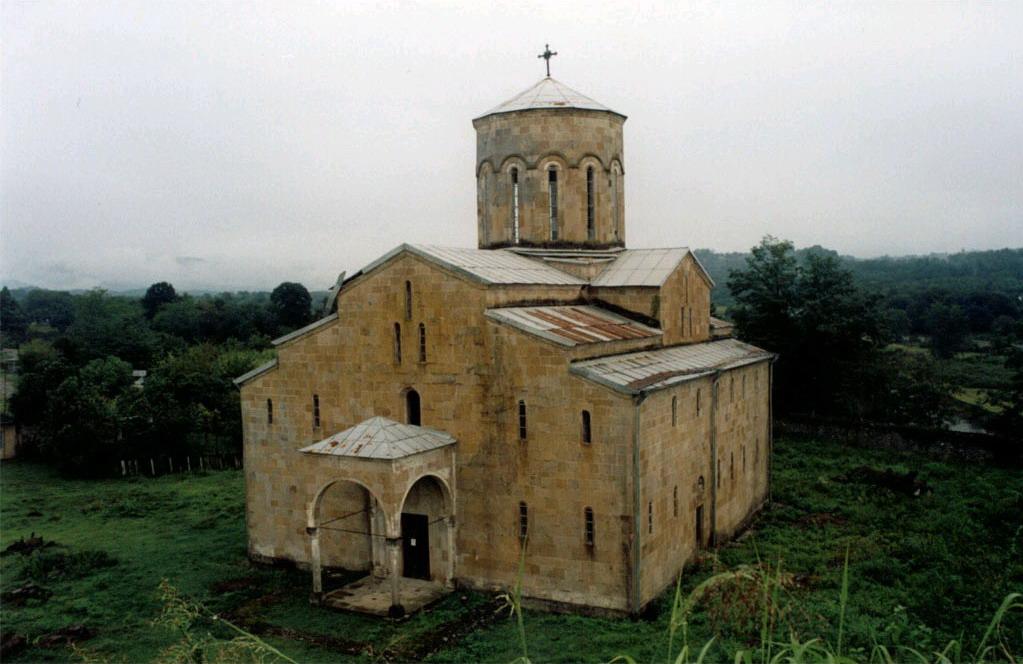
莫克維主教座堂

莫克維主教座堂是位於喬治亞阿布哈茲城鎮莫克維的一座喬治亞正教會的主教座堂。莫克維主教座堂由五個部分組成，修建於10世紀中後期。這座教堂曾長期是喬治亞重要的文化中心之一。